# Yvetot-Bocage
Yvetot-Bocage és un municipi francès, situat al departament de la Manche i a la regió de Normandia.

#### Municipis limítrofs amb Yvetot-Bocage[1]
| Négreville | Saint-Joseph | Valognes  |
| Négreville |              | Lieusaint |
| Morville   | Morville     | Lieusaint |